# Asian Championship Division 2 2002
El Asian Championship Division 2 de 2002 fue la tercera edición del torneo de segunda división organizado por la federación asiática (AR).
El campeonato se disputó en Tailandia.

## Fase de grupos

### Grupo A
| Pos. | Equipo     | Encuentros | Encuentros | Encuentros | Encuentros | Tantos  | Tantos    | Tantos     | Puntos |
| Pos. | Equipo     | jugados    | ganados    | empatados  | perdidos   | a favor | en contra | diferencia | Puntos |
| ---- | ---------- | ---------- | ---------- | ---------- | ---------- | ------- | --------- | ---------- | ------ |
| 1    | Tailandia  | 3          | 3          | 0          | 0          | 170     | 34        | + 136      | 6      |
| 2    | Kazajistán | 3          | 2          | 0          | 1          | 142     | 57        | +85        | 4      |
| 3    | Sri Lanka  | 3          | 1          | 0          | 2          | 70      | 116       | - 46       | 2      |
| 4    | India      | 3          | 0          | 0          | 3          | 35      | 210       | - 175      | 0      |

| 16 de noviembre | Kazajistán | 29 - 16 | Sri Lanka |  |  |

| 16 de noviembre | Tailandia | 67 - 10 | India |  |  |

| 18 de noviembre | Kazajistán | 89 - 10 | India |  |  |

| 18 de noviembre | Tailandia | 72 - 0 | Sri Lanka |  |  |

| 20 de noviembre | Sri Lanka | 54 - 15 | India |  |  |

| 20 de noviembre | Tailandia | 31 - 24 | Kazajistán |  |  |

### Grupo B
| Pos. | Equipo        | Encuentros | Encuentros | Encuentros | Encuentros | Tantos  | Tantos    | Tantos     | Puntos |
| Pos. | Equipo        | jugados    | ganados    | empatados  | perdidos   | a favor | en contra | diferencia | Puntos |
| ---- | ------------- | ---------- | ---------- | ---------- | ---------- | ------- | --------- | ---------- | ------ |
| 1    | Golfo Pérsico | 2          | 2          | 0          | 0          | 62      | 20        | + 42       | 4      |
| 2    | Singapur      | 2          | 1          | 0          | 1          | 53      | 35        | + 18       | 2      |
| 3    | Malasia       | 2          | 0          | 0          | 2          | 22      | 82        | - 60       | 0      |

| 16 de noviembre | Malasia | 13 - 36 | Golfo Pérsico |  |  |

| 18 de noviembre | Singapur | 46 - 9 | Malasia |  |  |

| 20 de noviembre | Singapur | 7 - 26 | Golfo Pérsico |  |  |

## Fase final

### Quinto puesto
| 22 de noviembre | Sri Lanka | 54 - 18 | Malasia |  |  |

### Tercer puesto
| 22 de noviembre | Singapur | 30 - 14 | Kazajistán |  |  |

### Final
| 23 de noviembre | Tailandia | 20 - 12 | Golfo Pérsico |  |  |

| Bandera de Tailandia               |
| Campeón de la División 1 Tailandia |
| Primer título                      |